# Yasmine Oudni
Yasmine Oudni (ur. 2 sierpnia 1989) – algierska siatkarka, reprezentantka kraju, przyjmująca. Obecnie występuje we Francji, w drużynie L'Union Volley-ball.